# Fillongley
Fillongley est un village et une paroisse civile du Warwickshire, en Angleterre. Administrativement, il dépend du district du North Warwickshire.

## Toponymie
Fillongley est un toponyme d'origine vieil-anglaise. Il désigne une clairière (lēah) associée à la famille ou à la suite d'un homme nommé *Fygla. Il est attesté pour la première fois dans le Domesday Book, compilé en 1086, sous la forme  Filingelei.

## Démographie
Au recensement de 2011, la paroisse civile de Fillongley comptait 1 484 habitants.
| Année | Population |
| ----- | ---------- |
| 1801  | 897        |
| 1811  | 875        |
| 1821  | 980        |
| 1831  | 981        |
| 1841  | 1 030      |
| 1851  | 1 092      |
| 1881  | 1 049      |
| 1891  | 1 066      |
| 1901  | 1 112      |
| 1911  | 1 425      |
| 1921  | 1 408      |
| 1931  | 1 363      |
| 1951  | 1 644      |
| 1961  | 1 533      |
| 2011  | 1 484      |